# Capela de Nossa Senhora da Alegria
A Capela de Nossa Senhora da Alegria localiza-se na freguesia de Almalaguês, no Município de Coimbra, Distrito de Coimbra, em Portugal.
Integra um conjunto de construções, todas do século XVII, erguidas sob a invocação de Nossa Senhora da Alegria, dispersas um pouco por todo o o território português.
Está classificada como Monumento de Interesse Público desde 2011.

## História
A construção da capela foi iniciada por determinação do pároco Teodósio de Abreu em 1634, de acordo com inscrição, em latim, gravada no púlpito.

## Características
A capela apresenta planta longitudinal, com nave única, capela-mor e sacristia no lado esquerdo.
A configuração do púlpito, em forma de cálice, a predominância da talha dourada (mandada colocar no retábulo da capela-mor por um ex-voto)e a porta que se rasga na fachada principal, ornamentada com um frontão triangular e um janelão gradeado, são alguns dos elementos que sustentam o pendor maneirista e barroco (devido às reformas do século XVIII) deste templo.
Na capela-mor e na sacristia, encontram-se várias oferendas de ex-votos, entre as quais quadros, figuras em cera e, em especial, umas correntes (algemas) que encerram uma curiosa lenda, que alimenta a religiosidade dos devotos.
A cerca de 300m a Nascente há ruinas romanas ainda em escavação arqueológica descobertos em 2011 com a construção da nova IP.